# Новосумино
Новосумино — деревня в Наро-Фоминском районе Московской области, в составе городского поселения Калининец.
Население — 19 чел. (2010). В деревне числятся 13 улиц, 4 проезда, 2 переулка и 1 тупик. До 2006 года Новосумино входило в состав Петровского сельского округа, на территории которого образована решением Московской областной думы № 8/11 от 25 марта 1998 года.
Деревня расположена в северо-восточной части района, примерно в 26 км от Наро-Фоминска, высота центра над уровнем моря 209 м. Ближайшие населённые пункты — примыкающее на юге Сумино, в 0,5 км на юго-запад — Тарасково и примыкающее на севере ЗАТО Краснознаменск.

## Население
| 2002 | 2006 | 2010 |
| ---- | ---- | ---- |
| 31   | ↘7   | ↗19  |